# しあわせの処方箋
『しあわせの処方箋』（しあわせのしょほうせん、英語: Hawthorne）は、2009年6月16日から2011年まで放送されていたアメリカ合衆国のテレビドラマ。日本では、AXNにおいて、2009年12月から放送された。2011年に放送されたシーズン3全10話を以て打ち切りとなった。

## 概要
看護師にしか出来ない”救命”がある。リッチモンド・トリニティで働く師長クリスティーナ・ホーソン。時には医師とぶつかり、時には患者とぶつかって、患者の為に尽くすヒューマンドラマ。
『ER緊急救命室』をはじめ、医師を主人公にした作品が多い中、看護師を視点にした医療ドラマ。
ウィル・スミスの妻でもある女優ジェイダ・ピンケット＝スミスが主役、製作総指揮を務めた。
日本語版のエンディング・テーマは、作詞・作曲・歌：松たか子／編曲：佐橋佳幸「君となら」である。
シーズン2迄は主人公と患者の触れ合いがメインとなっていたが、シーズン3では一転して登場人物同士のドロドロとした人間関係が中心となってしまい、それに視聴者が付いていけなくなり、結局打ち切りとなってしまった。

## 登場人物
クリスティーナ・ホーソン
演 - ジェイダ・ピンケット＝スミス、日本語吹替 - 本田貴子
看護師長。一年前に夫が死んでおり、現在はシングルマザー。患者のために上司と対立することも少なくないが、一部の人間には信頼されている。

トム・ウェイクフィールド
演 - マイケル・ヴァルタン、日本語吹替 - 古澤徹（シーズン1）→大川透
外科部長。

レイ・スタイン
演 - デヴィッド・ジュリアン・ハーシュ、日本語吹替 - 小野塚貴志
看護師。文句を言う患者と口論になることが多い。
ボビー・ジャクソン
演 - スレイカ・マシュー、日本語吹替 - 福島桂子
義足の看護師（ただし本人は義足ではない）。クリスティーナのよき理解者であり、お互いに信頼し合っている。
キャンディ・サリバン
演 - クリスティーナ・ムーア、日本語吹替 - 東條加那子
美人で社交性抜群の新米ナース。傷ついた兵士たちには“特別なケア”をすることが自分の使命だと考えている節がある。 このように少し過激なところもあるが、それ以外では有能な看護師で、クリスティーナの部下の中でも不可欠な存在となっている。

カミール・ホーソン
演 - ハンナ・ホドソン、日本語吹替 - 田村睦心
クリスティーナの娘。ボランティアとして母の手伝いをしているが、気持ちが先走り、失敗してしまうことも多々ある。

## スタッフ
- クリエイター・製作総指揮：ジョン・マシウス
- 製作総指揮：グレン・マザラ
- 製作総指揮：ジェイミー・ターセス
- コンサルタント：アーマンド・ドリアン

## 放映リスト

### ファースト・シーズン
| No. | 邦題                 | 原題                   | 放映日 （米国） | 放映日 （AXN）                |
| --- | -------------------- | ---------------------- | --------------- | ----------------------------- |
| 1   | 師長の長い一日       | Pilot                  |                 |                               |
| 2   | セカンド･チャンス    | Healing Time           |                 |                               |
| 3   | "さよなら"までの時間 | Yielding               |                 | 2009/12/20(字) 2009/12/24(ニ) |
| 4   | 役割と情熱           | All the Wrong Places   |                 |                               |
| 5   | 最初の一歩           | The Sense of Belonging |                 |                               |
| 6   | 親子の絆             | Trust Me               |                 |                               |
| 7   | ステキな夜の過ごし方 | Night Moves            |                 |                               |
| 8   | 愛する人             | No Guts, No Glory      |                 |                               |
| 9   | 命のために           | Mother's Day           |                 |                               |
| 10  | 旅立ち               | Hello and Goodbye      |                 |                               |

### セカンド・シーズン
| No. | 邦題                 | 原題              | 放映日 （米国） | 放映日 （AXN） |
| --- | -------------------- | ----------------- | --------------- | -------------- |
| 1   | 新天地               | No Excuses        |                 |                |
| 2   | クリスティーナ始動！ | The Starting Line |                 |                |
| 3   | ある日突然に         | Road Narrows      |                 |                |
| 4   | 消えない傷跡         | Afterglow         |                 |                |
| 5   | 奇跡の確率           | The Match         |                 |                |
| 6   | 眠りにつく前に       | Final Curtain     |                 |                |
| 7   | それぞれの秘密       | Hidden Truths     |                 |                |
| 8   | 母の直感             | A Mother Knows    |                 |                |
| 9   | 不器用な愛           | Picture Perfect   |                 |                |
| 10  | 運命の日             | No Exit           |                 |                |